# Cáo xám
Cáo xám (Urocyon cinereoargenteus) là một loài động vật có vú trong họ Chó, bộ Ăn thịt. Loài này được Schreber mô tả năm 1775. Chúng phân bố rộng khắp nửa nam của Bắc Mỹ từ nam Canada đến phía bắc của Nam Mỹ (Venezuela và Colombia). Loài này và họ hàng gần của nó Urocyon littoralis (cáo đảo) là những thành viên còn sinh tồn duy nhất trong chi Urocyon, chi này được xem là nhóm nguyên thủy nhất của các loài trong họ chó còn sinh tồn. Nó từng là loài cáo phổ biến nhất vùng phía đông, và vẫn được tìm thấy ở đó, với sự phát triển của con người làm cho cáo đỏ trở nên chiếm ưu thế hơn. Các bang vùng Thái Bình Dương vẫn có loài cáo xám này chiếm phổ biến.

## Phát sinh loài
Cáo xám xuất hiện vào thế Pliocen giữa cách nay 3,6 triệu năm với bằng chứng hóa thạch đầu tiên được tìm thấy ở tầng 111 Ranch dưới, Quận Graham, Arizona cùng với các động vật có vú hiện đại như giant sloth, Cuvieronius giống như voi, Large-headed llama, và ngựa nhỏ thời kỳ đầu thuộc chi Nannippus và Equus. Các phân tích di truyền của loài thuộc họ chó giống cáo đã xác nhận rằng cáo xám là một chi khác biệt với cáo đỏ (Vulpes ssp.). Về di truyền học, cáo xám thường clusters với hai dòng tổ tiên khác là lửng chó (Nyctereutes procyonoides) và cáo tai dơi (Otocyon megalotis). Số nhiễm sắc thể là 2n=66. Các phân tích di truyền gần đây cho thấy rằng cáo xám đã di cư đến đông bắc Hoa Kỳ vào thời kỳ hậu Pleistocen trong thời kỳ ấm Trung cổ. Cáo đảo có thể xuất phát từ cáo xám trên đất liền.

## Phân loài
Có 16 phân loài cáo xám được công nhận.
- Urocyon cinereoargenteus borealis (New England)
- Urocyon cinereoargenteus californicus (nam California)
- Urocyon cinereoargenteus cinereoargenteus (Đông Hoa Kỳ)
- Urocyon cinereoargenteus costaricensis (Costa Rica)
- Urocyon cinereoargenteus floridanus (Gulf states)
- Urocyon cinereoargenteus fraterculus (Yucatán)
- Urocyon cinereoargenteus furvus (Panama)
- Urocyon cinereoargenteus guatemalae (tận cùng phía nam Mexico về phía nam đến Nicaragua)
- Urocyon cinereoargenteus madrensis (miền nam Sonora, tây nam Chihuahua, và tây bắc Durango)
- Urocyon cinereoargenteus nigrirostris (tây nam Mexico)
- Urocyon cinereoargenteus ocythous (các quốc gia đồng bằng trung tâm)
- Urocyon cinereoargenteus orinomus (miền nam Mexico, Isthmus của Tehuantepec)
- Urocyon cinereoargenteus peninsularis (Baja California)
- Urocyon cinereoargenteus scottii (tây nam Hoa Kỳ và miền bắc Mexico)
- Urocyon cinereoargenteus townsendi (bắc California và Oregon)
- Urocyon cinereoargenteus venezuelae (Colombia và Venezuela)

## Hình ảnh

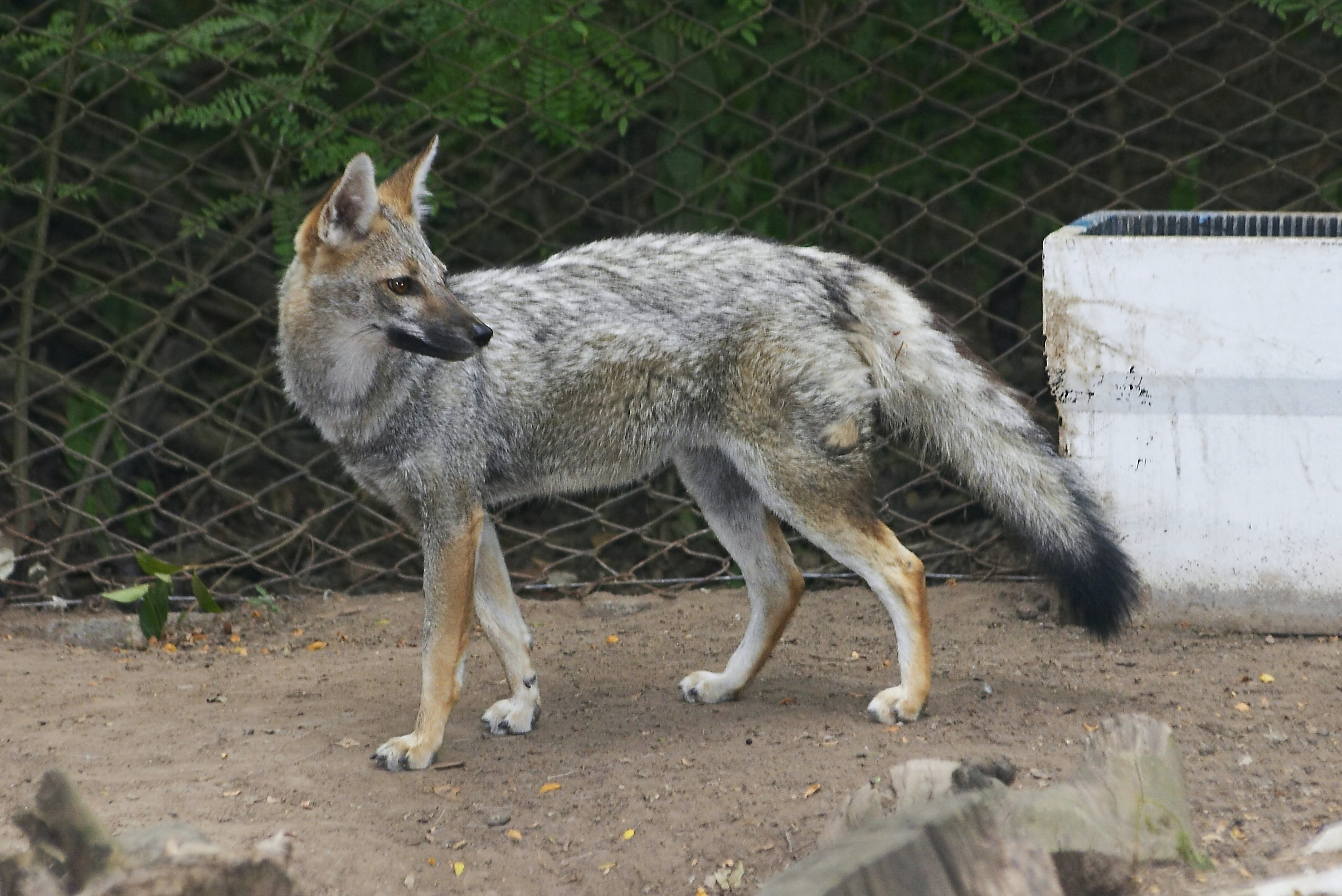
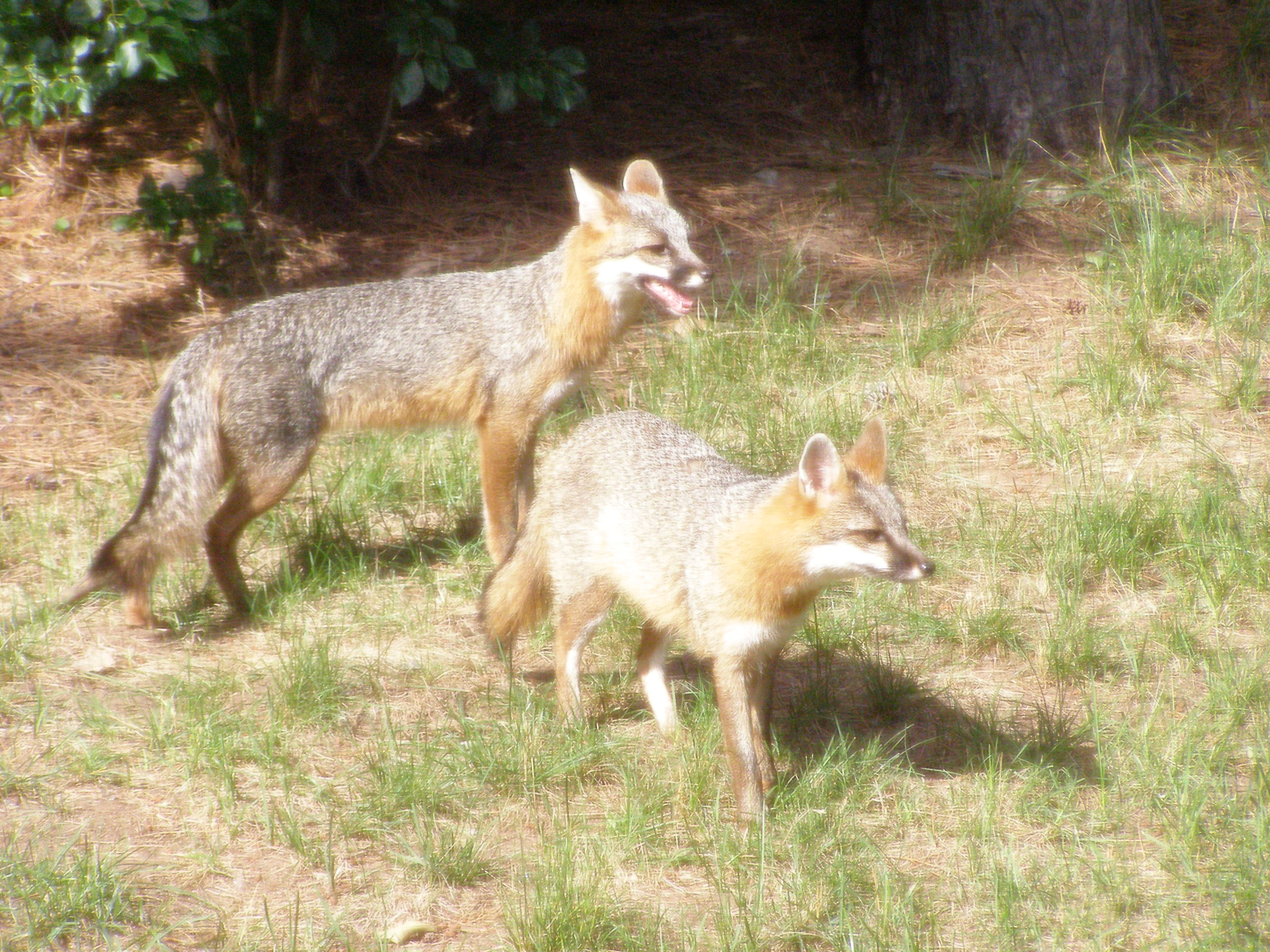
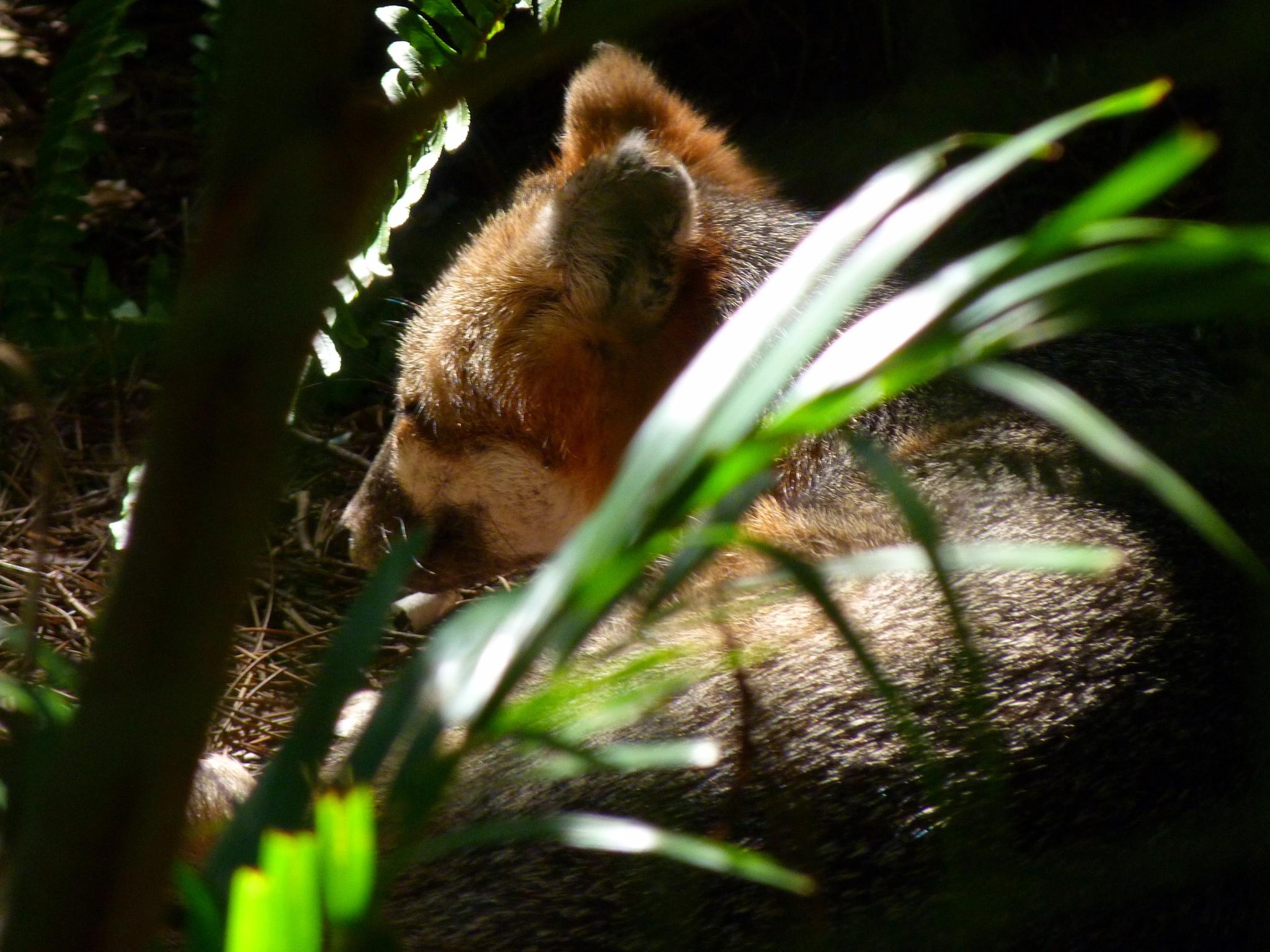
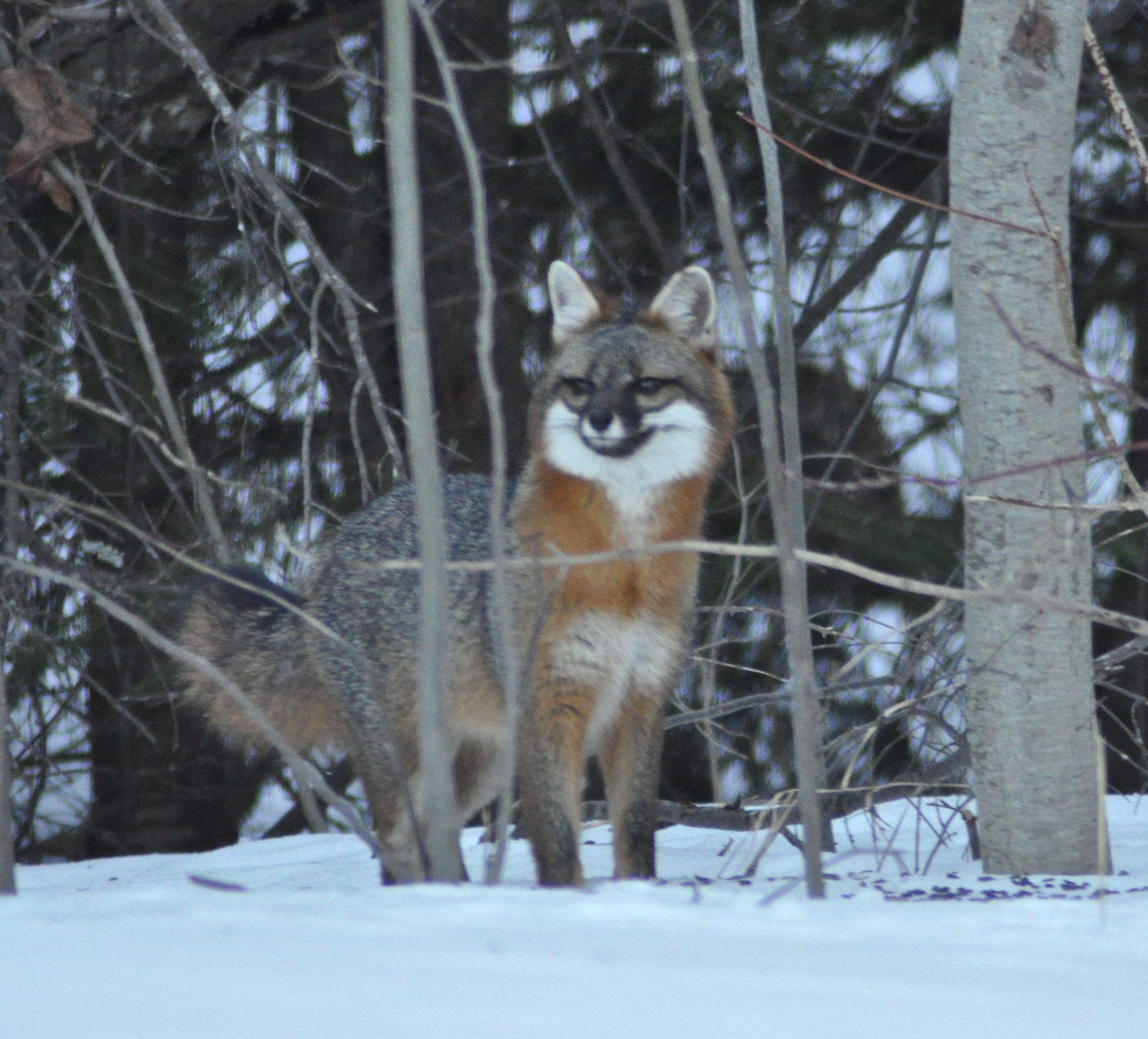